# Bernhard Degenhard
Bernhard Degenhard (* 30. August 1905 in Essen; † 15. Februar 1991 in Kirchentellinsfurt) war ein deutscher Mediziner und Standespolitiker.
Degenhard, der Philosophie und Rechtswissenschaft studiert hatte, bevor er sich der Medizin zuwandte, ließ sich 1946 als praktischer Arzt in Eberhardzell nieder. Ab 1947 engagierte er sich als Vertreter in der Kassenärztlichen Vereinigung, ab 1951 in der Versorgungsanstalt Tübingen. 1957 verlegte er seine Praxis nach Kirchentellinsfurt. Seit Gründung der Landesärztekammer Baden-Württemberg im Jahre 1954 gehörte er deren Vorstand an, 1963–1975 war er ihr Präsident. 1963 berief ihn der Deutsche Ärztetag in den Geschäftsführenden Vorstand der Bundesärztekammer, 1967 wurde er zum Vizepräsidenten der Bundesärztekammer und des Deutschen Ärztetages gewählt.
Im Jahr 1954 wurde Degenhard zum ehrenamtlichen Sozialrichter am Sozialgericht Reutlingen berufen und war von 1964 bis 1976 ehrenamtlicher Richter am Bundessozialgericht in Kassel.
Degenhard war Mitglied der katholischen Studentenverbindung KDStV Moenania München, KDStV Bavaria Bonn und KDStV Borusso-Westfalia Bonn.

## Ehrungen
- 1969: Großes Verdienstkreuz der Bundesrepublik Deutschland
- 1975: Verdienstmedaille des Landes Baden-Württemberg[1]
- 1975: Paracelsus-Medaille